# Zein al-Sharaf Talal
Zein al-Sharaf Talal (in arabo: زين الشرف بنت جميل;; Alessandria d'Egitto, 2 agosto 1916 – Losanna, 26 aprile 1994) è stata regina consorte di Giordania dal 1951 al 1952, in quanto moglie del re Talal.

## Biografia

### Nascita e matrimonio
Zein al-Sharaf nacque ad Alessandria d'Egitto il 2 agosto 1916, figlia maggiore dello Sharīf Jamil bin Nasser al Awn e di Wijdan Hanım, figlia di Şakir Pasha, governatore del Cipro. Şakir Pasha era fratello del Gran visir dell'Impero ottomano Mehmed Kamil Pasha. 
Sposò giovanissima, il 27 novembre 1934, il principe ereditario Talal di Giordania, suo cugino di primo grado. Sorella di suo padre era infatti Musbah bint Nasser, madre di Talal. Con lui ebbe sei figli, tra cui il futuro re Husayn. Era inoltre cugina del re Ghazi I d'Iraq, poiché la madre di quest'ultimo, Huzaima bint Nasser, era anche lei una zia paterna di Zein. 
Nel 1944 fondò il primo sindacato femminile della Giordania, primo segno della dedizione che sempre rivolse alle tematiche sociali. Quattro anni più tardi, nel 1948 a causa del conflitto arabo-israeliano, la futura regina si impegnò a guidare i soccorsi nazionali, allo scopo di sostenere i profughi palestinesi. Nello stesso anno fu una figura chiave nella fondazione del ramo femminile della Jordan Red Crescent Society.

### Regina di Giordania

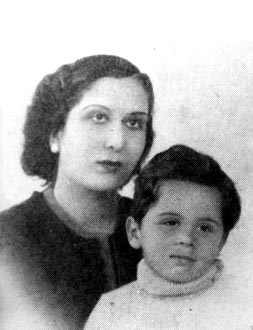
La regina Zein con Husayn seienne

Il 20 luglio 1951 il suocero e zio di Zein, il re Abd Allah I, morì in un assassinio in cui anche il quindicenne Husayn rimase coinvolto, rischiando di perdere la vita. A seguito di questo evento Talal e la moglie ereditarono il trono e, nei nuovi panni di regina, Zein partecipò alla stesura della Costituzione, che venne emanata l'11 gennaio 1952 e riconosceva pieni diritti alle donne.
Pochi mesi dopo, l'11 agosto 1952, a causa della schizofrenia di cui soffriva, Talal fu costretto dal Parlamento ad abdicare. Così Zein, fino al 2 maggio 1953, fu a capo del Consiglio di Reggenza istituito durante la minore età del figlio Husayn, che essendo appunto minorenne non poteva ancora governare. 
Fu succeduta nel ruolo di regina da Dina bint 'Abd al-Hamid, prima moglie del figlio maggiore.

### Ultimi anni e morte
Nonostante non fosse più regina, Zein continuò ugualmente ad occuparsi dello sviluppo sociale del suo paese. In particolare si dedicò all'orfanotrofio Mabarrat Um Al Hussein di Amman.
Morì all'età di 77 anni, il 26 aprile 1994, mentre era in cura presso un ospedale di Losanna, in Svizzera. Fu tumulata nel mausoleo reale ad Amman.

## Discendenza

I figli di Zein e Talal in una fotografia del 1952 di Willem van de Poll

Zein al-Sharaf e Talal di Giordania ebbero quattro figli e due figlie:
- Husayn (1935-1999);
- Asma (nata e morta al Palazzo Al-Qasr Al-Sagheer di Amman[1] nel 1937);
- Muhammad (1940-2021);
- Hassan (1947);
- Muhsin (deceduto giovane);
- Basma (1951).

## Titoli e trattamento
- 25 maggio 1946 - 20 luglio 1951: Sua Altezza Reale, la principessa Zein di Giordania
- 20 luglio 1951 - 11 agosto 1952: Sua Maestà, la regina di Giordania
- 11 agosto 1952 - 26 aprile 1994: Sua Maestà, la regina Zein di Giordania

## Ascendenza
|                                    |            |             | Genitori |  |  | Nonni |  |  | Bisnonni                        |  |  | Trisnonni                 |  |
|                                    |            |             |          |  |  |       |  |  | Ali bin Mohammed bin Abdul Moin |  |  | Muhammad ibn Abd al-Mu'in |  |
|                                    |            |             |          |  |  |       |  |  | Ali bin Mohammed bin Abdul Moin |  |  | Muhammad ibn Abd al-Mu'in |  |
|                                    |            | ...         |          |  |  |       |  |  | Ali bin Mohammed bin Abdul Moin |  |  |                           |  |
| Amir Nasser Pasha                  |            |             |          |  |  |       |  |  | Ali bin Mohammed bin Abdul Moin |  |  |                           |  |
|                                    |            | ...         | ...      |  |  |       |  |  |                                 |  |  |                           |  |
|                                    |            | ...         | ...      |  |  |       |  |  |                                 |  |  |                           |  |
|                                    |            | ...         | ...      |  |  |       |  |  |                                 |  |  |                           |  |
| Jamil bin Nasser Al Awn            |            | ...         |          |  |  |       |  |  |                                 |  |  |                           |  |
|                                    |            | ...         | ...      |  |  |       |  |  |                                 |  |  |                           |  |
|                                    |            | ...         | ...      |  |  |       |  |  |                                 |  |  |                           |  |
|                                    |            | ...         | ...      |  |  |       |  |  |                                 |  |  |                           |  |
| Dilber Khanum                      |            | ...         |          |  |  |       |  |  |                                 |  |  |                           |  |
|                                    |            | ...         | ...      |  |  |       |  |  |                                 |  |  |                           |  |
|                                    |            | ...         | ...      |  |  |       |  |  |                                 |  |  |                           |  |
|                                    |            | ...         | ...      |  |  |       |  |  |                                 |  |  |                           |  |
| Zein al Sharaf Talal               |            | ...         |          |  |  |       |  |  |                                 |  |  |                           |  |
|                                    | Salih Agha | ...         |          |  |  |       |  |  |                                 |  |  |                           |  |
|                                    | Salih Agha | ...         |          |  |  |       |  |  |                                 |  |  |                           |  |
|                                    | Salih Agha | ...         |          |  |  |       |  |  |                                 |  |  |                           |  |
| Şakir Pasha, Governatore del Cipro | Salih Agha |             |          |  |  |       |  |  |                                 |  |  |                           |  |
|                                    |            | Pembe Hanım | ...      |  |  |       |  |  |                                 |  |  |                           |  |
|                                    |            | Pembe Hanım | ...      |  |  |       |  |  |                                 |  |  |                           |  |
|                                    |            | Pembe Hanım | ...      |  |  |       |  |  |                                 |  |  |                           |  |
| Wijdan Shakir Pasha                |            | Pembe Hanım |          |  |  |       |  |  |                                 |  |  |                           |  |
|                                    |            | ...         | ...      |  |  |       |  |  |                                 |  |  |                           |  |
|                                    |            | ...         | ...      |  |  |       |  |  |                                 |  |  |                           |  |
|                                    |            | ...         | ...      |  |  |       |  |  |                                 |  |  |                           |  |
| ...                                |            | ...         |          |  |  |       |  |  |                                 |  |  |                           |  |
|                                    |            | ...         | ...      |  |  |       |  |  |                                 |  |  |                           |  |
|                                    |            | ...         | ...      |  |  |       |  |  |                                 |  |  |                           |  |
|                                    |            | ...         | ...      |  |  |       |  |  |                                 |  |  |                           |  |
|                                    |            | ...         |          |  |  |       |  |  |                                 |  |  |                           |  |